# Чумаков, Андрей Петрович
Андрей Петрович Чумаков (10 октября 1924 — 21 августа 1944) — наводчик противотанкового ружья 854-го стрелкового полка 277-й стрелковой дивизии, младший сержант. Герой Советского Союза.

## Биография
Родился 10 октября 1924 года в деревне Большая Ерма ныне Аларского района Иркутской области.
В армии с июня 1943 года. Участник Великой Отечественной войны. Воевал на Западном и 3-м Белорусском фронтах.
21 августа 1944 года погиб при отражении контратаки танков противника.
Указом Президиума Верховного Совета СССР от 24 марта 1945 года за мужество и героизм, проявленные в боях с захватчиками, младшему сержанту Чумакову Андрею Петровичу присвоено звание Героя Советского Союза.

## Награды
Награждён орденом Ленина, двумя орденами Красной Звезды, медалью «За отвагу».